# Mimetus labiatus
Mimetus labiatus là một loài nhện trong họ Mimetidae.
Loài này thuộc chi Mimetus. Mimetus labiatus được miêu tả năm 1990 bởi Wang.